# اسپاراگوسیک اسید

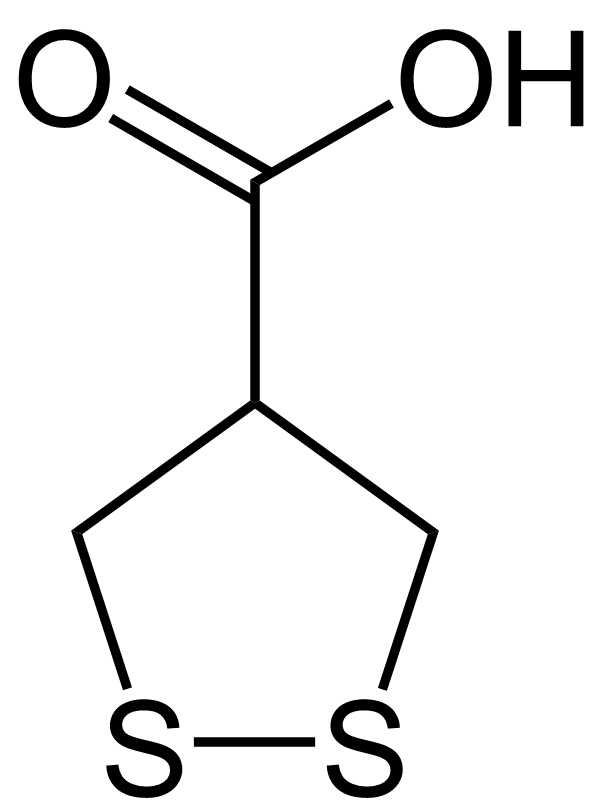
نام‌گذاری آیوپاک

اسپاراگوسیک اسید (به انگلیسی: Asparagusic acid) یک ترکیب شیمیایی با شناسه پاب‌کم 16682 است. شکل ظاهری این ترکیب، جامد بی رنگ است.